# Opération Michael
 (septembre 2018).
Première Guerre mondiale
Batailles
Offensive du printemps :
- Opération Michael
- Lys (1918)
- Aisne (1918)
- Bois Belleau
- Montdidier
- Noyon
- Hamel
- Marne (1918)

L’opération Michael est l'une des opérations militaires allemandes de la Première Guerre mondiale qui composait l'offensive du printemps qui débuta le 21 mars 1918. L'opération Michael fut la principale et plus importante opération de l'offensive puisque son but était de percer les lignes alliées, déborder les forces britanniques de la Somme à la Mer du Nord et bloquer ainsi le trafic maritime entre la France et l'Angleterre. L'état-major allemand espérait ainsi que les Français chercheraient à négocier des conditions d'armistice en cas de succès de leur entreprise. Les autres offensives : Georgette, Gneisenau et Blücher-Yorck étaient subordonnées à Michael et avaient été conçues pour détourner les forces alliées de l'offensive principale sur la Somme.

## Contexte historique
La Russie s'étant retirée du conflit par le traité de Brest-Litovsk du 3 mars 1918, l'armée allemande fut libérée du front oriental et put transférer ses troupes sur le front occidental pour l'offensive de printemps ou bataille du Kaiser qui devait, selon son état-major, conduire l'Allemagne à la victoire.

## Déroulement
L'« opération Michael » commença le 21 mars 1918 à 4 h 40 en Picardie, à partir de la ligne Hindenburg où l'armée allemande s'était retranchée depuis 1917, par un bombardement d'artillerie assez court mais extrêmement violent, avec l'aide de 6 200 canons. Avant que les défenseurs britanniques étourdis ne puissent réagir, des équipes spéciales de troupes d'assaut allemandes (les Sturmtruppen) sortirent du brouillard et de la fumée pour attaquer ou contourner les points stratégiques des lignes. À 9 heures 40, deux cent mille Allemands attaquèrent les lignes anglaises entre Cambrai et Saint-Quentin. Pris par surprise, débordés et submergés, les défenseurs reculèrent sur l'ensemble du front, une large brèche s'ouvrit, permettant aux Allemands d'avancer de plus de 50 km. Plus de 160 000 Britanniques furent mis hors de combat.

### Dans le Pas-de-Calais
Mais la percée allemande ne réussit pas, parce que le général Ludendorff, chef du Grand État-Major général, qui ne subissait pourtant que peu d'opposition sur sa gauche, continua à concentrer ses réserves devant Arras, où la résistance britannique devint de plus en plus forte. Malgré les appels désespérés du général Haig, commandant des forces britanniques, Foch refusa d'engager ses réserves restreintes. Haig dut faire venir d'urgence des renforts du Royaume-Uni et le QG britannique dut retirer des divisions d'autres théâtres d'opérations.

### Dans la Somme
Ce n'est que le 28 mars que Ludendorff songea brusquement aux possibilités qui se présentaient du côté de la Somme pour effectuer une percée rapide et décisive en direction de Paris, mais il était trop tard. Deux jours auparavant, les Alliés s'étaient mis d'accord pour confier au général Foch le commandement unique sur le front occidental. Un de ses premiers actes de commandement fut d'employer une partie de ses maigres réserves pour boucher la dangereuse brèche sur la Somme. Le 9 avril, l'offensive Michael fut arrêtée dans la région de Montdidier et le 26 avril 1918 par la Bataille de Villers-Bretonneux (1918) où l'ennemi fut stoppé dans sa marche vers Amiens, centre de gravité des Alliés.
L'offensive allemande fut stoppée grâce à l'arrivée de renforts de l'armée française : la 56e division d'infanterie de réserve commandée par le général Demetz (avec notamment ses 4 bataillons d'élite dont le 65e bataillon de chasseurs à pied à Montdidier), avec la 133e division d'infanterie et la 4e division de cavalerie dirigés par le général Mesplé, et la 22e division d'infanterie et la 62e division d'infanterie du général Robillot. La 163e division d'infanterie défendit Moreuil.
L'ennemi essaya de pousser son avantage depuis la Somme jusqu'à Lassigny par une série de combats confus, violents mais indécis : le 30 mars 1918 au cours de la bataille du bois de Moreuil, la Brigade de cavalerie canadienne attaqua la 23e division allemande qui dut évacuer le bois de Moreuil ; le 31 mars : à Grivesnes, comme à Hangard, à Rollot, les Allemands ne purent se maintenir, laissant des prisonniers et du matériel ; le 2 avril, les Allemands lancèrent une attaque sur un front de 20 kilomètres, dans le secteur d'Albert ; le 4 avril, ils lancèrent de violents assauts, sur un front de 15 kilomètres, de Cantigny à Hangard. Leur objectif était d'atteindre la voie ferrée Paris-Amiens et ils engagèrent dans cette opération 15 divisions, dont 7 divisions de réserve. Mailly-Raineval, Morisel, Castel, le bois de l'Arrière-Cour furent conquis par les Allemands, tandis que dans le secteur de Villers-Bretonneux, entre l'Avre et la Somme, avec 10 divisions, ils s'emparèrent de Marcelcave et du Hamel. Cependant, le 5 avril, malgré une lutte très vive, notamment à Bucquoy, Hangard et au bois de Sénécat (68e, 90e, 335e RI), l'ennemi n'atteignit aucun de ses objectifs malgré l'intervention de vingt-cinq de ses meilleures divisions. L'offensive allemande sur l'Avre était stoppée.

### Dans l'Aisne
Le 6 avril, les Allemands attaquèrent le long de l'Oise, de Manicamp à Tergnier à travers la forêt de Saint-Gobain jusqu'à Anizy-le-Château, le saillant tenu par l'armée française. Le terrain marécageux et boisé étant difficile à défendre, les troupes françaises firent retraite les 6, 7, 8 et 9 avril et prirent position à une dizaine de kilomètres, le long de l'Ailette.

## Bilan et conséquences
Bien que les Allemands aient avancé sur 65 km et se soient emparés d'un territoire de 3 100 km2, aucun de leurs objectifs stratégiques ne fut atteint, notamment pas les prises d'Amiens et d'Arras. Les pertes alliées s'élevaient à plus de 75 000 prisonniers britanniques, 1 300 pièces d'artillerie et 200 chars.
L'échec allemand s'explique en grande partie par les difficultés à approvisionner les troupes en temps nécessaire. Toutes les offensives allemandes ont ainsi tourné court.
En avril 1918, le danger d'une percée allemande était passé. L'armée allemande avait subi de lourdes pertes et ne disposait plus d'assez de troupes pour poursuivre l'offensive.
À partir du 8 août 1918, les Alliés purent mettre en œuvre l'Offensive des Cent-Jours qui débuta par la Bataille d'Amiens, du 8 au 11 août : le général Fayolle put attaquer dans la région de Montdidier et le général Rawlinson, commandant la 4e Armée britannique de part et d'autre de la Somme, put attaquer entre la Luce et l'Ancre.

### Ouvrages
- (en) W. S. C. Churchill, The World Crisis, Londres, Thornton Butterworth, 1923–1931, Odhams 1938 éd. (OCLC 4945014)
- (en) C. R. M. F. Cruttwell, A History of the Great War 1914–1918, Londres, Granada, 1940 (réimpr. 1982) (ISBN 0-586-08398-7)
- (en) C. B. Davies, J. E. Edmonds et R. G. B. Maxwell-Hyslop, Military Operations France and Belgium, 1918 : The German March Offensive and its Preliminaries, vol. I, Londres, HMSO, coll. « History of the Great War Based on Official Documents, by Direction of the Historical Section of the Committee of Imperial Defence », 1935, IWM & Battery Press 1995 éd. (ISBN 0-89839-219-5)
- (en) C. B. Davies, J. E. Edmonds et R. G. B. Maxwell-Hyslop, Military Operations France and Belgium, 1918 : March–April : Continuation of the German Offensives, vol. II, Londres, Macmillan, coll. « History of the Great War Based on Official Documents, by Direction of the Historical Section of the Committee of Imperial Defence », 1937, IWM & Battery Press 1995 éd. (ISBN 0-89839-223-3)
- (en) C. Falls, The History of the 36th (Ulster) Division, Belfast, McCaw, Stevenson & Orr, 1922, Constable 1996 éd. (ISBN 0-09-476630-4)
- (en) C. Falls, Military Operations France and Belgium 1917 : The German Retreat to the Hindenburg Line and the Battles of Arras, vol. I, Londres, HMSO, coll. « History of the Great War Based on Official Documents, by Direction of the Historical Section of the Committee of Imperial Defence », 1940, IWM & Battery Press 1992 éd. (ISBN 0-89839-180-6)
- (en) R. Gray, Kaiserschlacht 1918 : the Final German Offensive, vol. 11, Londres, Osprey, coll. « Osprey Campaign Series », 1991 (ISBN 1-85532-157-2)
- (en) P. Hart, 1918 : A Very British Victory, Londres, Weidenfeld & Nicolson, 2008, 552 p. (ISBN 978-0-297-84652-9)
- (en) E. A. James, A Record of the Battles and Engagements of the British Armies in France and Flanders 1914–1918, Aldershot, Gale & Polden, 1924, London Stamp Exchange 1990 éd. (ISBN 0-948130-18-0)
- (en) M. Kitchen, The German Offensives of 1918, Stroud, Tempus, 2001 (ISBN 0-7524-1799-1)
- (en) M. Marix Evans, 1918 : The Year of Victories, Londres, Arcturus, 2002 (ISBN 0-572-02838-5)
- (en) M. Middlebrook, The Kaiser's Battle 21 March 1918 : The First Day of the German Spring Offensive, Londres, Allen Lane, 1978, Penguin 1983 éd. (ISBN 0-14-005278-X)
- (en) G. H. F. Nichols, The 18th Division in the Great War, Londres, Blackwood, 1922, N&M Press 2004 éd., 536 p. (ISBN 1-84342-866-0)
- (en) R. Prior et T. Wilson, 1918 Defining Victory : Proceedings of the Chief of Army's History Conference Held at the National Convention Centre, Canberra, 29 September 1998, Canberra, Army History Unit, 1999 (ISBN 0-7317-0510-6), « Winning the War »
- (en) A. Roberts, A History of the English Speaking Peoples Since 1900, Londres, Weidenfeld & Nicholson, 2006 (ISBN 0-297-85076-8)
- (en) The Encyclopedia of World War I : A Political, Social, and Military History, Santa Barbara, Calif., ABC-CLIO, 2005, 1661 p. (ISBN 978-1-85109-420-2, lire en ligne)
- (en) E. W. J. Rowan, The 54th Infantry Brigade, 1914–1918; Some Records of Battle and Laughter in France, Londres, Gale & Polden, 1919 (OCLC 752706407, lire en ligne)
- (en) M. Samuels, Command or Control? Command, Training and Tactics in the British and German Armies 1888–1918, Londres, Frank Cass, 1995 (ISBN 0-7146-4214-2)
- (en) G. Sheffield, The Chief : Douglas Haig and the British Army, Londres, Aurum Press, 2011, 460 p. (ISBN 978-1-84513-691-8)
- (en) G. Sheffield et J. Bourne, Douglas Haig : War Diaries and Letters 1914–1918, Londres, Weidenfeld & Nicholson, 2005, 550 p. (ISBN 0-297-84702-3)
- (en) D. T. Zabecki, Operational Art and the German 1918 Offensives, Londres, Routledge, 2006, Cranfield University PhD 2004 éd., 408 p. (ISBN 0-415-35600-8, lire en ligne)

### Ressources numériques
- (en) A. G. Chester, « War Diary of the 9th (North Irish Horse) Battalion, Royal Irish Fusiliers, 1 September 1917 to 9 June 1919 », Official War Diaries (Ref. WO 95/2505), http://www.northirishhorse.net/ww1/index.html, 2003–2010 (consulté le 1er octobre 2013)
- (en) S Fuller, « 1918 War Diary », The Bedfordshire Regiment in the Great War, 2013 (consulté le 2 octobre 2013)